# Lista över insjöar i Jokkmokks kommun
Detta är en lista över sjöar i Jokkmokks kommun baserad på sjöns utloppskoordinat. Listan är av tekniska skäl uppdelad på flera listor. 

## Listor
- Lista över insjöar i Jokkmokks kommun (1–1000)
- Lista över insjöar i Jokkmokks kommun (1001–2000)
- Lista över insjöar i Jokkmokks kommun (2001–3000)
- Lista över insjöar i Jokkmokks kommun (3001–4000)
- Lista över insjöar i Jokkmokks kommun (4001–5000)
- Lista över insjöar i Jokkmokks kommun (5001–6000)
- Lista över insjöar i Jokkmokks kommun (6001-)